# Mk.II巡航坦克
Mk.II巡航坦克（A10）是一款英國二戰巡航坦克。一共生產了175輛。瓦倫丁坦克即是以其為基礎設計的。它曾經參與了法國戰役和希臘戰役。

## 設計與研發

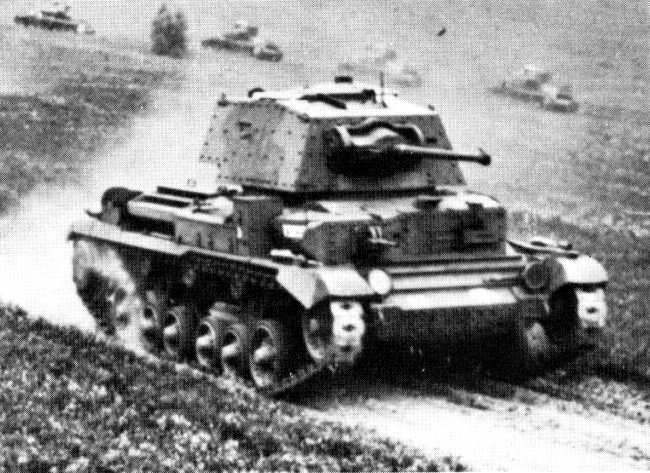
一輛Mk.II巡航坦克

Mk.II巡航坦克是由約翰·卡登設計的坦克，于1938年1月投入量產。按照英國的坦克分級，它被劃分為“重型巡航坦克”在1940年12月前，一共生產了175輛。Mk.II巡航坦克曾參加法國戰役和希臘戰役。
因為英國軍方在觀看了蘇聯的BT坦克后，決定生產安裝克里斯蒂懸掛的坦克，因此，Mk.I和Mk.II巡航坦克的訂單數減少。
它的炮塔轉動裝置和A9一樣是液壓式的，但是裝甲提高到了30mm。它是英國第一款裝備複合裝甲以及貝莎機槍的坦克。它的重量為31700磅，比Mk.I巡航坦克略重，但因為使用同樣的發動機，因此速度較Mk.I巡航坦克為慢。

## 作戰記錄

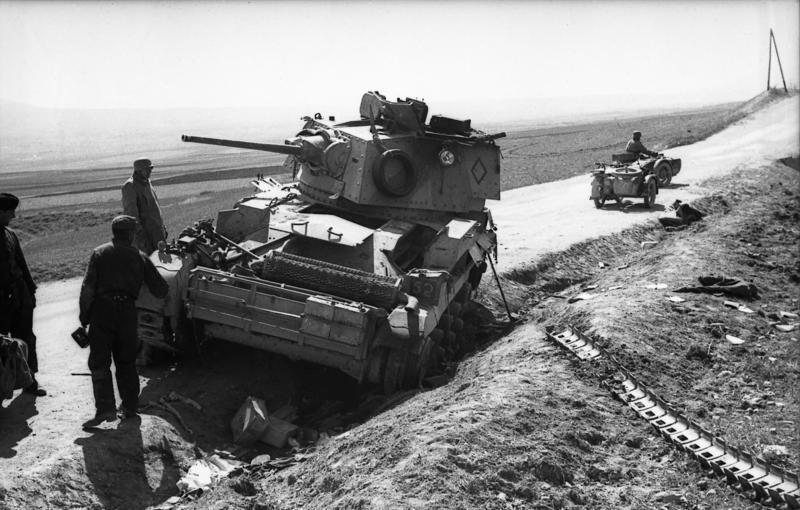
在希臘，一輛單側履帶受損的Mk.II巡航坦克，攝于1941年

一些Mk.II巡航坦克作為遠征軍的一部分參與了法國戰役。儘管它們的越野能力被發現十分糟糕，但是它們仍然參與了1941年的托布魯克防御戰（北非戰役的一部分）。在那里，Mk.II巡航坦克因為可靠性高，加之懸掛在沙漠中的表現而受到贊揚。60輛受損的Mk.II被運到希臘并被第三皇家坦克團裝備，并參與了抵抗納粹德國的戰鬥。這部分中超過90%的坦克都是因為在戰鬥中出現故障損失的。（主要是履帶出故障）

## 型號/衍生型號

### Mk.II巡航坦克
被劃分為“重型巡航坦克”，有31輛在第一裝甲師中參與了法國戰役，但是表現不佳。同樣在1941年晚期以前的北非戰役中服役。

### Mk.IIA巡航坦克
同軸安放的維克斯機槍被替換成了貝莎機槍。同時，增加了安放無線電臺的位置。

### Mk.IIA近程支援巡航坦克（Mk.IIA CS）

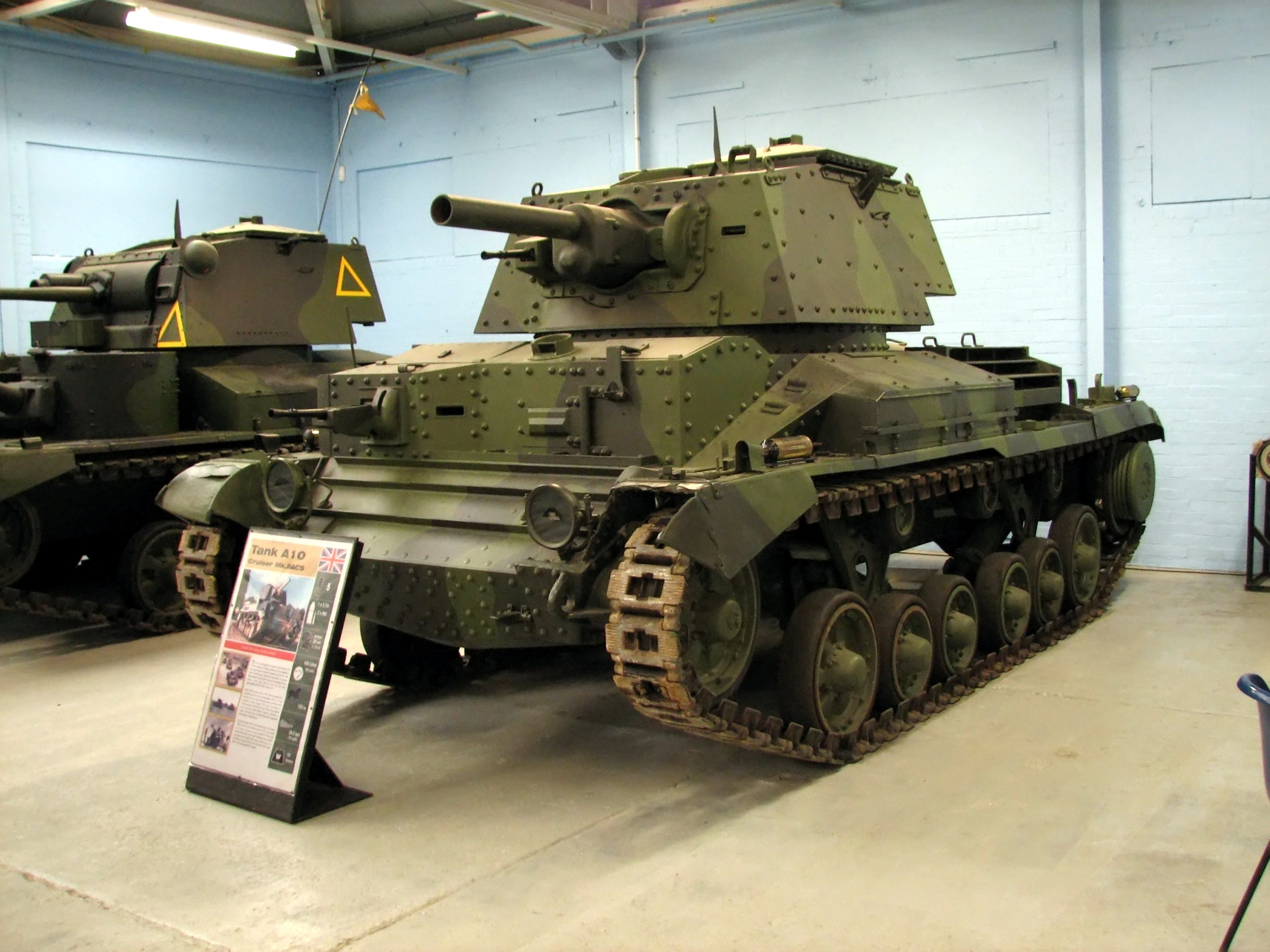
Mk.IIA近程支援巡航坦克

安裝了一門3.7英寸榴彈炮和兩挺貝莎機槍。

### 瓦倫丁步兵坦克

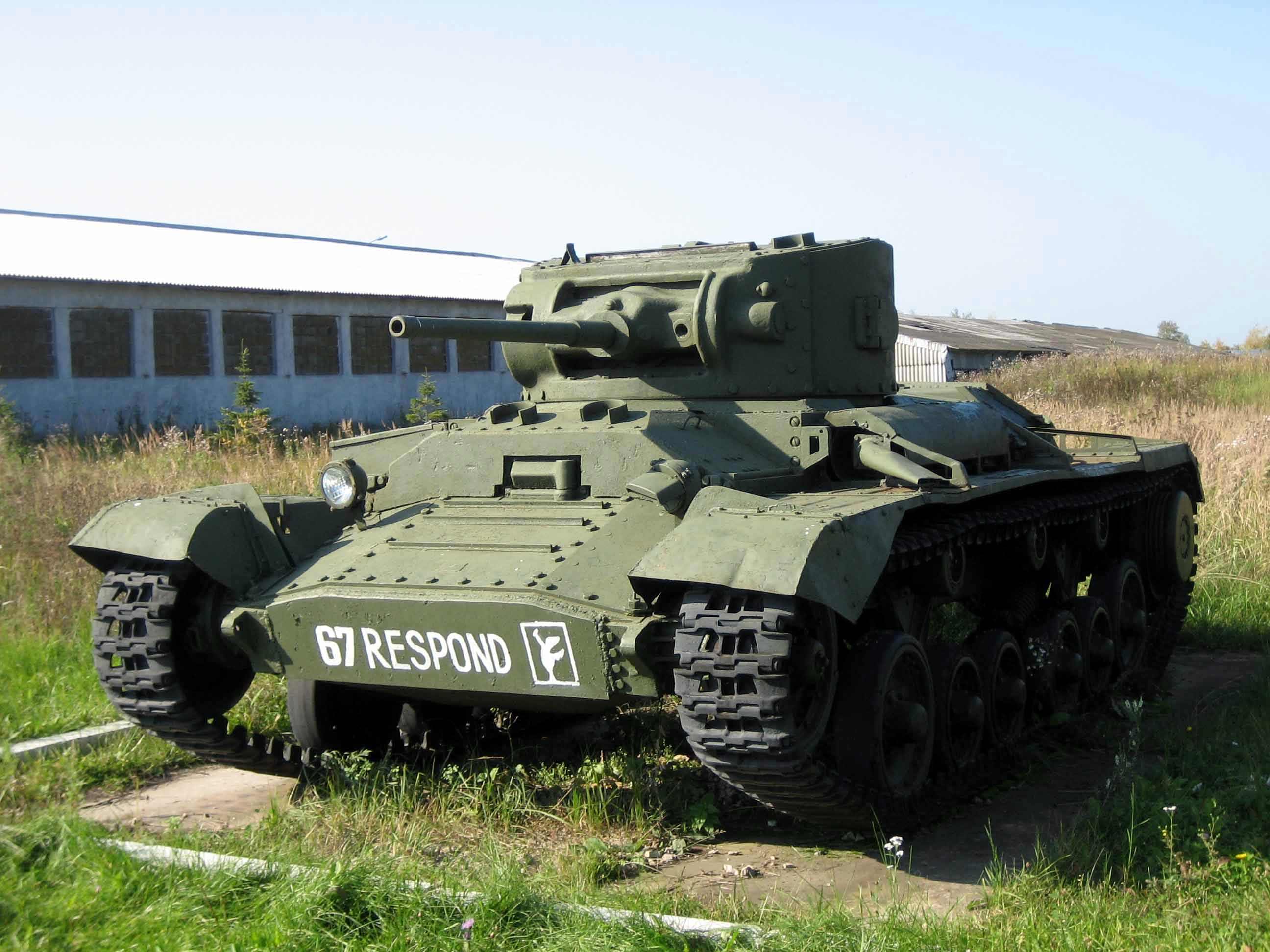
瓦倫丁步兵坦克

瓦倫丁步兵坦克是以Mk.II巡航坦克為基礎設計的。

## 腳注/來源
1. 1 2  Forty, George; Jack Livesy. . Lorenz Books. 2006: 55. ISBN 978-0-7548-1741-3.
2. ↑  .   [2014-01-12]. （原始内容存档于2014-01-12）.
3. 1 2 3 4 5  Spencer Tucker. . ABC-CLIO. 1 January 2004: 49–50. ISBN 978-1-57607-995-9.
4. 1 2  Robert Jackson. . The Rosen Publishing Group. 1 January 2010: 35–. ISBN 978-1-4358-3595-5.
5. ↑  Robert Crisp. . UK: W.W. Norton. 2005: 15  [13 January 2014]. ISBN 978-0-393-32712-0 （英语）.
6. ↑  Jock Watt. . Woodfield Pub. 2007  [13 January 2014]. ISBN 978-1-84683-021-1 （英语）.
7. ↑  Brian Terence White. . Allan. 1970: pp.55.